# Военно-строительный комплекс Министерства обороны России

Флаг воинских частей и организаций расквартирования и обустройства войск ВС России.

Штандарт начальника строительства и расквартирования войск Вооружённых Сил Российской Федерации.

Нарукавный знак воинских формирований строительства и расквартирования войск Вооружённых сил Российской Федерации.

Военно-строительный комплекс Министерства обороны Российской Федерации — орган военного управления, структурное формирование Министерства обороны Российской Федерации (Минобороны России), предназначенное для создания и инженерного обеспечения объектов военной инфраструктуры, расквартирования войск и сил, создания условий для стратегического развёртывания Вооружённых сил Российской Федерации и ведения боевых действий.

## История
В июне 1949 года в Союзе ССР было решено объединить военно-строительные структуры в единый Военно-строительный комплекс Вооружённых Сил СССР и ввести должность Заместителя Министра обороны по строительству и расквартированию войск. В его подчинение от Начальника тыла Вооружённых Сил были переданы Главное строительное управление, Управление материальных фондов и Квартирно-эксплуатационное управление.
На базе Управления оборонительного строительства, Центрального управления аэродромного строительства, Главвоенстроя и Главвоенморстроя был создан единый военно-строительный комплекс, который охватил все виды деятельности, обеспечивающие капитальное строительство для всех родов войск видов Вооружённых Сил, спецвойск и служб при едином централизованном управлении.

## Задачи
К основным задачам относится:
- строительство и эксплуатация объектов военной и социальной инфраструктур Вооружённых Сил Российской Федерации;
- формирование, управление и распоряжение жилищным фондом, закрепленным за Минобороны России;
- государственный надзор на опасных производственных объектах Минобороны России, государственный контроль подъемных сооружений и оборудования, работающего под давлением, в составе вооружения и военной техники;
- государственная экспертиза проектной документации и инвестиционных проектов, государственный архитектурно-строительный надзор за качеством строительства объектов военной инфраструктуры Вооружённых Сил Российской Федерации;
- осуществление правомочий собственника недвижимого имущества, закрепленного за Вооружёнными Силами Российской Федерации, а также правомочий в отношении природных ресурсов, предоставленных в пользование Вооружённым Силам Российской Федерации.

## Руководство
- 1949—1958 генерал-полковник В. Е. Белокосков — заместитель министра обороны по строительству и расквартированию войск;
- 1958—1963 генерал-полковник А. И. Шебунин — заместитель министра обороны по строительству и расквартированию войск;
- 1963—1973 генерал армии А. Н. Комаровский — заместитель министра обороны по строительству и расквартированию войск;
- 1974—1978 маршал инженерных войск А. В. Геловани — заместитель министра обороны по строительству и расквартированию войск;
- 1978—1988 маршал инженерных войск Н. Ф. Шестопалов — заместитель министра обороны по строительству и расквартированию войск;
- 1988—1993 генерал-полковник Н. В. Чеков — заместитель министра обороны по строительству и расквартированию войск;
- 1993—1997 генерал-полковник А. В. Соломатин — заместитель министра обороны по строительству и расквартированию войск;
- 1997—2003 генерал армии А. Д. Косован — заместитель министра обороны по строительству и расквартированию войск;
- 2003—2007 генерал армии А. В. Гребенюк — начальник Службы расквартирования и обустройства Министерства обороны;
- 2007—2008 генерал-полковник В. В. Власов — ВрИО начальника Службы расквартирования и обустройства Министерства обороны;[4]
- 2008-2008 Л. М. Сорокко — ВрИО начальника Службы расквартирования и обустройства Министерства обороны;
- 2008—2010 генерал-полковник В. И. Филиппов — начальник расквартирования и обустройства Министерства обороны — заместитель Министра обороны Российской Федерации.
- 2010—2011 кандидат экономических наук Г. М. Нагинский — начальник расквартирования и обустройства Министерства обороны — заместитель Министра обороны Российской Федерации.

## Структура
- Главное управление обустройства войск Минобороны России
- Управление по работе с персоналом Управления начальника расквартирования и обустройства Минобороны России
- Центральное организационно-плановое управление капитального строительства Минобороны России
- Главное квартирно-эксплуатационное управление Минобороны России
- Управление по реализации жилищной программы Минобороны России
- Управление капитального строительства и инвестиций Минобороны России
- Служба информации и общественных связей Управления начальника расквартирования и обустройства Минобороны России.

## Военные учебные заведения
- Военный инженерно-технический университет
- Тольяттинский военный технический институт (расформирован)
- Военно-технический кадетский корпус (расформирован)
- Военно-технический университет (расформирован)